# Rehburg-Loccum
Rehburg-Loccum é uma cidade da Alemanha localizada no distrito de Nienburg/Weser, estado de Baixa Saxônia.